# Відносини Індія — Європейський Союз

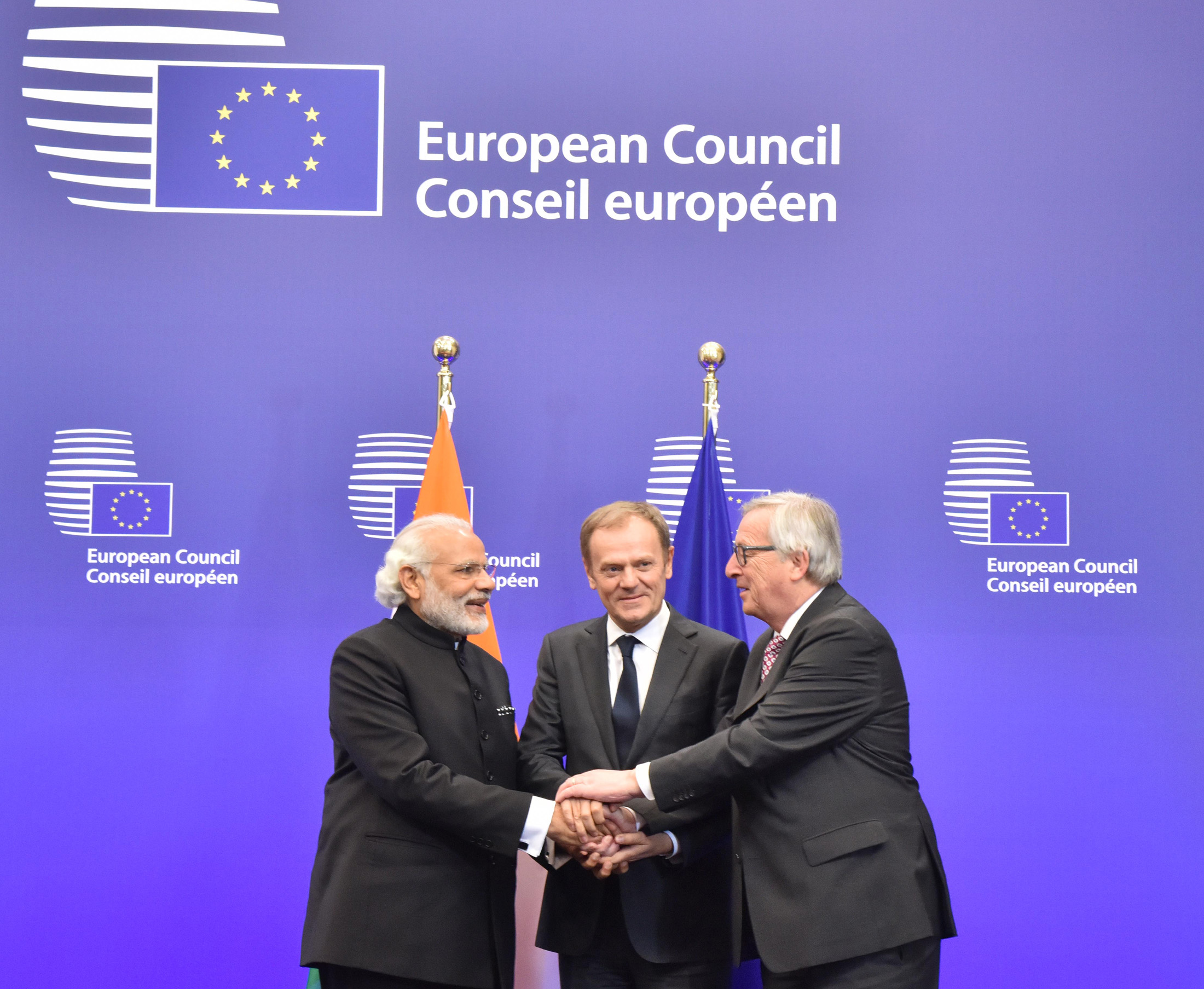
Прем'єр-міністр Індії Нарендра Моді з президентом Європейської ради Дональдом Туском і головою Європейської комісії Жаном-Клодом Юнкером на саміті ЄС-Індія, Брюссель, 2016

Відносини між Європейським Союзом та Республікою Індія в даний час визначаються Угодою про співробітництво між ЄС та Індією 1994 року. ЄС є важливим торговельним партнером Індії, і обидві сторони намагаються домовитися про угоду про вільну торгівлю з 2007 року. Двостороння торгівля Індо-ЄС (крім торгівлі послугами) становила 104,3 мільярда доларів США у 2018–2019 фінансовому році.

## Торгівля
ЄС є найбільшим торговельним партнером Індії з 12,5% загальної торгівлі Індії між 2015 і 2016 роками, випереджаючи Китай (10,8%) і США (9,3%). Індія є 9-м за величиною торговельним партнером ЄС з 2,4% загальної торгівлі ЄС. Двостороння торгівля (як товарами, так і послугами) досягла 115 мільярдів євро в 2017 році. Експорт ЄС до Індії зріс з 24,2 мільярда євро в 2006 році до 45,7 мільярдів євро в 2018 році. Експорт Індії до ЄС також стабільно зростав з 22,6 млрд євро в 2006 році до 45,82 млрд євро в 2018 році , причому найбільшими секторами були інженерні товари, фармацевтика, дорогоцінні камені та ювелірні вироби, інші промислові товари та хімікати. Торгівля послугами також зросла втричі в період з 2005 по 2016 рік, досягнувши 28,9 мільярдів євро. Індія є однією з небагатьох країн світу, які мають профіцит у торгівлі послугами з ЄС. Інвестиційні акції з Європи до Індії досягли 51,2 млрд євро у 2015 році.
Франція та Німеччина разом представляють основну частину торгівлі ЄС-Індія.

## Передумови
Відносини Індії та Європейського економічного співтовариства (ЄЕС) були встановлені на початку 1960-х років.
Основними угодами двостороннього партнерства були Спільна політична заява 1993 року та Угода про співробітництво 1994 року. У 2004 році Індія та Європейський Союз стали «стратегічними партнерами». План спільних дій був узгоджений у 2005 році та оновлений у 2008 році. Спільні заяви Індії та ЄС були опубліковані у 2009 та 2012 роках після самітів Індії та Європейського Союзу. Відносини ЄС-Індія були кваліфіковані як високі за риторикою і низькими за змістом.

### Переговори про вільну торгівлю
Індія та ЄС працюють над Широкою торговельною та інвестиційною угодою (BTIA) з 2007 року, але торговий режим та регуляторне середовище в Індії залишаються відносно обмежувальними. Сім раундів переговорів було завершено без досягнення Угоди про вільну торгівлю. Переговори щодо двосторонньої торговельної та інвестиційної угоди між ЄС та Індією зайшли в глухий кут після того, як не вдалося вирішити розбіжності, пов’язані з такими питаннями, як рівень ПІІ та доступ до ринку, виробництво генеричних ліків, викиди парникових газів, цивільна ядерна енергетика, сільськогосподарські субсидії, регулювання та гарантії фінансового сектору, співробітництво з ухилення від сплати податків, закордонне фінансування неурядових організацій в Індії, контроль торгівлі, обмеження на передачу технологій та співробітництво щодо ембарго (Росія).
У січні 2015 року Індія відхилила необов'язкову резолюцію, прийняту Європейським парламентом, що стосується морських інцидентів, які сталися в прилеглій зоні Індії. Посол Європейського Союзу в Індії Жоао Кравіньо принизив резолюцію, заявивши, що справа буде вирішена відповідно до індійського та міжнародного законодавства.

### Атомна енергія
ЄС та Індія домовилися 29 вересня 2008 року на саміті ЄС-Індія в Марселі розширити співробітництво в сферах ядерної енергетики та охорони навколишнього середовища та поглибити своє стратегічне партнерство. Президент Франції Ніколя Саркозі, ротаційний президент ЄС, сказав на спільній прес-конференції на саміті, що «ЄС вітає Індію, як велику країну, яка бере участь у розвитку ядерної енергетики, додавши, що ця чиста енергія буде корисною для світу для вирішення проблеми. із глобальною зміною клімату». Саркозі також сказав, що ЄС та прем’єр-міністр Індії Манмохан пообіцяли прискорити переговори щодо угоди про вільну торгівлю і очікують завершити угоду до 2009 року.
Прем'єр-міністр Індії також обережно оптимістично налаштований щодо співпраці в галузі ядерної енергетики. «Завтра у нас двосторонній саміт з Францією. Це питання підійде, і я сподіваюся, що на цій зустрічі будуть хороші результати", - сказав Сінгх, коли його запитали про це питання. Сінгх сказав, що "дуже задоволений" результатами саміту. Він додав, що ЄС та Індія мають «спільні цінності», а дві економіки доповнюють одна одну.
Президент Європейської комісії Жозе Мануель Баррозу, також виступаючи на прес-конференції в понеділок, виклав спільний план дій щодо коригування стратегічного партнерства ЄС з Індією, зазначивши, що обидві сторони зміцнять співробітництво у сфері миру та безпеки у всьому світі, сталого розвитку, співробітництва в наука і технології та культурний обмін.
Розглядаючи зусилля обох сторін у розвитку двостороннього стратегічного партнерства, у плані спільного дій було враховано, що в політиці діалог та співробітництво покращилися завдяки регулярним самітам та обміну візитами, а в економіці за останні роки різко зросли взаємні інвестиції, налагоджено діалог у сфері макроекономічної політики та фінансових послуг, а також розпочато співробітництво в енергетиці, науці та технології та навколишньому середовищі. Відповідно до спільного плану дій ЄС та Індія будуть посилювати консультації та діалог з прав людини в рамках ООН, посилювати співробітництво у всесвітній миротворчій місії, боротися з терором та нерозповсюдженням зброї, сприяти співробітництву та обміну у розвитку громадянського ядерної енергії та якнайшвидше укласти угоду про вільну торгівлю. Очікується, що Франція, яка в значній мірі покладається на ядерну енергетику і є великим експортером ядерних технологій, підпише угоду, яка дозволить їй постачати ядерне паливо до Індії.

### 12-й саміт ЄС-Індія
Напередодні саміту президент Ван Ромпей заявив: «12-й саміт ЄС-Індія підтвердить, що ЄС та Індія зміцнюють і відновлюють баланс свого партнерства в політичному вимірі, таким чином підносячи наші відносини на нову висоту. Це продемонструє, що посилення співробітництва між Індією та ЄС може змінити безпеку та процвітання наших континентів». Хоча були певні побоювання щодо встановленого ЄС податку на викиди вуглекислого газу для всіх льотчиків, які приземляються або пролітають у європейському небі, проти чого виступали багато інших країн, включаючи Індію, Китай, США та Росію, Європейський Союз та Індія провели дванадцяту щорічний саміт у Нью-Делі 10 лютого 2012 р. Були присутні різні представники ЄС, зокрема президент Герман ван Ромпей та президент Європейської комісії Жозе Мануель Баррозу. Комісар ЄС з питань торгівлі Карел де Гюхт також взяв участь у саміті. Республіку Індію представляли прем'єр-міністр Манмохан Сінгх, міністр закордонних справ С. М. Крішна, міністр торгівлі А. Шарма і радник з національної безпеки С. С. Менон.
Порядок денний саміту охоплював двосторонні, регіональні та глобальні питання. Лідери наголосили на важливості Стратегічного партнерства ЄС-Індія. Вони намагалися зміцнити співробітництво у сфері безпеки, зокрема боротьби з тероризмом, кібербезпекою та піратством, а також у сфері торгівлі, енергетики, досліджень та інновацій.

### Саміти Індія-ЄС[26]
Щорічні діалоги на рівні саміту були наріжним каменем відносин Індії та ЄС. Перший саміт Індія-ЄС, який відбувся в Лісабоні 2000 року, став успішним підприємством, яке заклало дорожню карту для майбутнього партнерства. П’ятий саміт Індія-ЄС підвищив відносини до стратегічного партнерства. Одночасно, після шостого саміту Індія-ЄС, що відбувся в Нью-Делі, обидві сторони прийняли Спільний план дій (JAP), в якому було визначено дорожню карту для стратегічного партнерства між ними. JAP передбачав посилення діалогу та механізмів консультацій, поглиблення політичного діалогу та співпраці та посилення діалогу та співпраці з економічної політики. Під час дев’ятого саміту Індія та ЄС розглянули JAP, і було прийнято переглянуте JAP, додавши 40 нових елементів у співробітництво Індії та ЄС. Під час 15-го саміту Індія-ЄС, який відбувся практично у 2020 році, було прийнято амбітний документ «Дорожня карта» до 2025 року. 16-й саміт Індія-ЄС заплановано на травень 2021 року. Ці зустрічі на вищому рівні надали як Індії, так і ЄС платформу для досягнення згоди чи незгоди з широкого кола питань.

### Морське співробітництво[27]
Морська безпека стала важливою сферою співпраці між Індією та Європейським Союзом. У Плані спільних дій, ухваленому у 2005 р., виділяється та наголошується на морському співробітництві. Протягом останніх кількох десятиліть і Індія, і ЄС наголошували на ідеї свободи судноплавства, морського піратства та дотримання Конвенцій ООН з морського права (UNCLOS) та розвитку блакитної економіки та морської інфраструктури. Обидва визначили Індо-Тихоокеанський регіон як новий шлях для морського співробітництва. У січні 2021 року Індія та ЄС провели перший діалог з морської безпеки у віртуальному форматі.

### Співпраця Індії та ЄС щодо зміни клімату[28]
У сфері зміни клімату відносини Індії та ЄС були свідками прихильности міжнародних угод, таких як Кіотський протокол і Паризька угода. Вони колективно домагаються всеохоплюючої основи глобального управління зміною клімату. ЄС також інвестував у численні програми, такі як водне партнерство між Індією та ЄС, програму сонячного парку та сприяння офшорному вітру в Індії (FOWIND). Однією з головних інвестицій стало підписання кредитної угоди на суму 200 мільйонів євро між ЄІБ та Індійським агентством розвитку відновлюваної енергетики.

### Співпраця Індії та ЄС щодо захисту даних та регулювання[26]
На 15-му саміті Індія-ЄС обидві сторони наголосили на стимулюванні цифрової трансформації, орієнтованої на людину. У документі «Дорожня карта 2025» вперше відображено необхідність побудови ефективної співпраці у сфері захисту та регулювання даних. Під час торгових переговорів, під час яких ЄС відмовився надати Індії статус «захищености даних», виникли відмінності в нормативно-правовій базі захисту даних в Індії та ЄС.
Індія та ЄС зобов’язалися працювати разом у розробці нових стандартів і підходів до міжнародної стандартизації ІКТ з 2015 року. Під час 15-го саміту Індія-ЄС обидві сторони домовилися про більшу конвергенцію нормативно-правової бази шляхом прийняття рішень щодо достатности даних для полегшення транскордонного потоку даних, а також участі в діалозі щодо безпечного та етичного використання ШІ та 5G.

### Галілей
Індія внесла свій внесок у створення системи супутникової навігації ЄС.

### Торгово-технологічна рада
У квітні 2022 року ЄС та Індія домовилися створити Раду з торгівлі та технологій (TTC), щоб посилити співпрацю.

## Подальше читання
- Мелоун, Девід М., К. Раджа Мохан та Шрінат Рагхаван, ред. Оксфордський посібник із зовнішньої політики Індії (2015), уривок, с. 495–508.